# Kyselina hexachloroplatičitá
Kyselina chloroplatičitá (přesněji kyselina hexachloroplatičitá) je červená anorganická krystalická látka se vzorcem H2PtCl6. Jedná se o bezkyslíkatou kyselinu platiny.

## Výroba

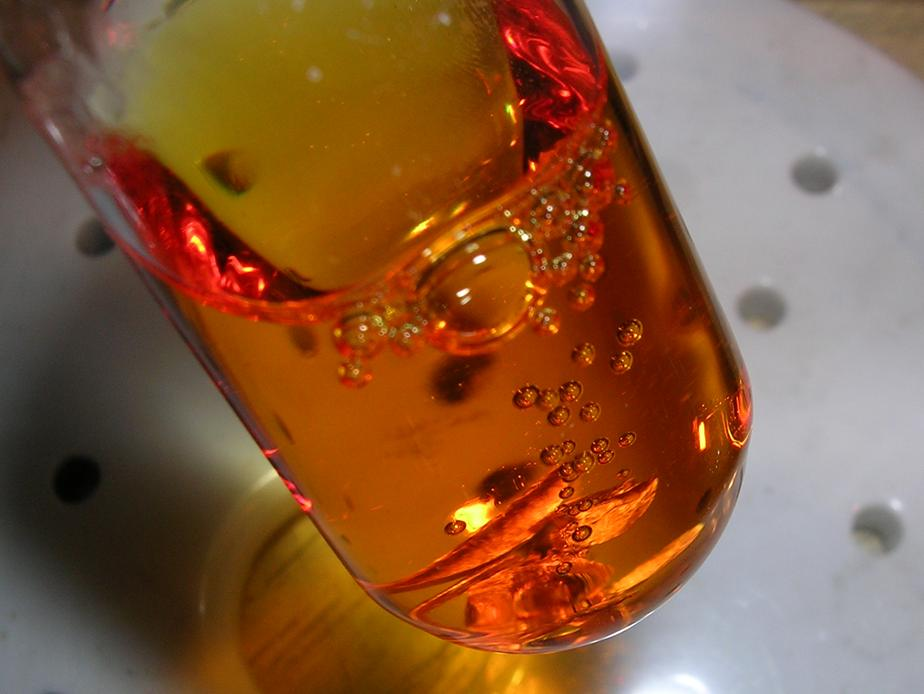
Platina rozpuštěná v horké lučavce královské

Tato látka vzniká při reakci lučavky královské s kovovou platinou, dle rovnice:
Pt + 4 HNO3 + 6HCl → H2PtCl6 + 4 NO2 + 4 H2O
Reakce však probíhá velice, velice pomalu, proto se roztok standardně zahřívá téměř na bod varu. Kyselina dusičná se přidává postupně, protože reaguje s kyselinou chlorovodíkovou reaguje příliš rychle za vzniku vedlejších produktů, čímž se značně snižuje účinnost (např. při reakci se zlatem vzniká pouze malé množství těchto nežádoucích produktů, reakce totiž probíhá výrazně rychleji).

## Reakce
Tato látka se při zahřívání rozpadá, dle rovnice:
H2PtCl6 —t→ 2 HCl + PtCl4
Při dalším zahřívání asi na 370 °C reakce pokračuje:
PtCl4 —t→ Cl2 + PtCl2
Tato látka je schopna v zásaditém prostředí tvořit soli, zejména s hydroxidy alkalických kovů, mj. s amoniakem:
H2PtCl6 + 2 NH3 → (NH4)2PtCl6
Vzniklé soli jsou špatně rozpustné ve vodě.

## Využití
Tato látka se využívá při výrobě dalších organoplatičitých sloučenin a komplexů. Dále se tato látka používá při některých hydrogenačních reakcích jako katalyzátor.